# Botswana aux Jeux olympiques d'été de 2004
Le Botswana a envoyé 10 athlètes aux Jeux olympiques d'été de 2004 à Athènes en Grèce.

## Résultats

### Athlétisme
400 mètres hommes :
- California Molefe : 1er tour, 45 s 88 (éliminé)

400 mètres femmes :
- Amantle Montsho : 1er tour : 53 s 77 (Record national)

800 mètres hommes :
- Glody Dube  : 1er tour, 1 min 48 s 2 (éliminé)

Relais 4 × 400 mètres hommes :
- Johnson Kubisa, California Molefe, Gaolesiela Salang, et Kagiso Kilego : Finale, 3 min 02 s 49 (8e place)

Marathon hommes :
- Ndabili Bashingili : 2 h 18 min 09 (25e place)

Saut en longueur hommes :
- Gable Garenamotse : 7,78 mètres (éliminé)

### Boxe
Poids mouches hommes (- de 51 kg) :
- Lechedzani Luza
  1. 16e de finale : Perd contre Hicham Mesbahi (Maroc), 25-20

Poids plumes hommes (- de 57 kg)
- Khumiso Ikgopoleng
  1. 16e de finale : Qualifié d'office (Bye)
  2. 8e de finale : Perd contre Muideen Ganiyu (Nigéria), 25-16

## Officiels
- Président : Negroes Malealea Kgosietsile
- Secrétaire général : Robert Z. Chideka